# Plebejus ricei
Plebejus ricei är en fjärilsart som beskrevs av Norbert J. Cross 1937. Plebejus ricei ingår i släktet Plebejus och familjen juvelvingar. Inga underarter finns listade i Catalogue of Life.